# Rio Jundiá (vattendrag i Brasilien, Espírito Santo)
Rio Jundiá är ett vattendrag i Brasilien.   Det ligger i delstaten Espírito Santo, i den sydöstra delen av landet, 900 km öster om huvudstaden Brasília.
Omgivningarna runt Rio Jundiá är en mosaik av jordbruksmark och naturlig växtlighet. Runt Rio Jundiá är det ganska glesbefolkat, med 47 invånare per kvadratkilometer.